# Jim Holton
James Alan Holton (Lesmahagow, 11 aprile 1951 – 1º ottobre 1993) è stato un calciatore scozzese, di ruolo difensore.

## Carriera
Nel 1976 viene ingaggiato dalla franchigia statunitense dei Miami Toros. Con il floridiani non riesce ad accedere ai play-off per il titolo della North American Soccer League 1976.

## Palmarès

### Club
- Second Division: 1

Manchester United: 1974-1975